# Myggmedel

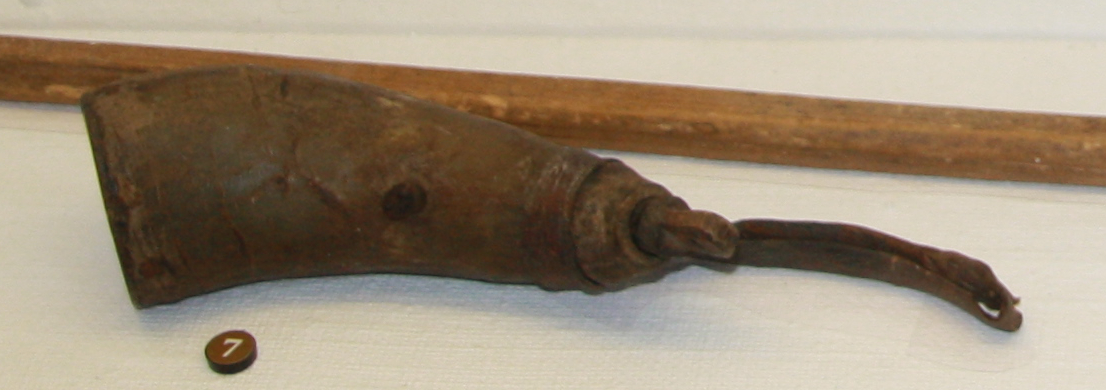
Oljehorn av kohorn för myggmedlet beckolja, en biprodukt från destillation av trätjära. Bars i läderrem i bältet. Råneå, Norrbotten. Till Nordiska museet 1921, Stockholm.

Myggmedel är ett insektsmedel som appliceras på hud eller kläder för att undvika myggbett. Myggmedel finns som salva, roll-on och sprej. Myggmedel säljs i dagligvaruhandeln, apotek och butiker som säljer utrustning för friluftsaktiviteter. Det kan vara olämpligt att applicera medel på små barns hud.

## Olika typer av myggmedel

Strukturformel för DEET.

Den internationellt sett vanligaste ingrediensen i både myggmedel och andra insektsmedel är DEET, N,N-dietyl-m-toluamid. I bland annat Sverige förekom tidigare medel baserade på substansen DEMIDEX, som var resultatet av forskning utförd av Walborg Thorsell vid Försvarets forskningsanstalt, och som var effektivare mot just myggor. Tillverkningen upphörde dock i slutet av 1990-talet efter att det inte längre gick att få tag på råvaran till ett rimligt pris.
Även olika former av oljebaserade myggmedel förekommer, bland annat beckolja.